# Dudeștii Vechi
Dudeștii Vechi é uma comuna romena localizada no distrito de Timiș, na região histórica do Banato (parte da Transilvânia). A comuna possui uma área de 190.62 km² e sua população era de 4411 habitantes segundo o censo de 2007.